# Шуколово
Шу́колово (рос. Шуколово) — присілок у складі Дмитровського міського округу Московської області, Росія.

## Населення
Населення — 20 осіб (2010; 48 у 2002).
Національний склад (станом на 2002 рік):
- росіяни — 98 %